# Aula ottagona delle Terme di Diocleziano
L'Aula ottagona delle Terme di Diocleziano è un antico edificio di Roma.

## Storia
In origine si trattava probabilmente di un frigidarium secondario delle Terme di Diocleziano. Tra il 1500 e il 1700 l'amministrazione dello Stato Pontificio riutilizzò questa porzione sud-occidentale delle antiche terme, inclusa l'Aula ottagona, come magazzini granari e oleari.
Dopo la breccia di porta Pia (1870) e l'unione di Roma al Regno d'Italia come sua capitale (1871), l'intero complesso passò nel demanio del nuovo Stato unitario che si propose di destinarlo a finalità culturali. Così, nel 1890, nelle Terme di Diocleziano fu aperto il primo nucleo del Museo Nazionale Romano e nel 1911, in occasione dell'Esposizione nazionale per il cinquantenario dell'Unità d'Italia, anche l'Aula ottagona fu adibita a sede espositiva. In seguito venne impiegata per proiezioni cinematografiche (con il nome di "Sala Minerva") e dal 1928 al 1983 ospitò il Planetario di Roma (poi spostato all'EUR).
Negli anni 1980 l'Aula tornò nelle disponibilità del Museo Nazionale Romano e dal 1991 vi furono esposte a rotazione sculture antiche, incluse alcune tra le più pregevoli del museo (come i bronzi del Principe ellenistico e il Pugile in riposo, oggi a Palazzo Massimo, o la Venere di Cirene).
Dal 2022 l'Aula ottagona ospita il nuovo Museo dell'arte salvata, sempre parte del Museo Nazionale Romano. Vi sono esposti, a rotazione, reperti che erano stati scavati o espatriati illegalmente e poi riacquisiti dallo Stato italiano.

## Descrizione
L'edificio, quadrangolare all'esterno, presenta all'interno una forma ottagonale, sormontata da una cupola a ombrello. Presenta tuttora decorazioni pertinenti al suo passato utilizzo come planetario: sul fronte principale, il fregio reca la scritta "Planetario" e il portale d'ingresso è adornato da simboli dei segni zodiacali e dalla citazione dantesca L'amor che move il sole e l'altre stelle.
L'edificio è attiguo alla ex chiesa di Sant'Isidoro alle Terme (insediata nel 1754 sui resti delle antiche terme e smantellata nel 1940 per consentirne la riemersione). Attualmente risulta isolato rispetto al resto del complesso termale dal tracciato di via Cernaia, aperta nel 1878.